# Trias (klasa jachtu)
Trias – nazwa klasy trzyosobowych żaglówek balastowych. Została zarejestrowana przez IYRU w roku 1968. Jej konstruktorem był Helmut Stöberl. Modele tej klasy produkowane były przez niemieckie i austriackie stocznie Bootswerft Frauscher, Rawell, Fritzmeier. Właśnie w tych krajach cieszą się one szczególną popularnością. Helmut Stöberl jest również autorem rodziny żaglówek podobnego typu Dyas, Monas, a także Condor 55, Condor 70, Akros i Fighter.